# Chính phủ Lâm thời Priamurye
Chính phủ lâm thời Priamurye (tiếng Nga: Приамурский земский край) tồn tại vùng Priamurye trong Viễn Đông Nga, giữa ngày 27 tháng 5 năm 1921 và ngày 25 tháng mười, năm 1922. Đây là chính quyền cuối cùng Bạch vệ trong Nội chiến Nga.

## Lịch sử
Chính phủ có nguồn gốc từ một cuộc đảo chính của Bạch vệ tại Vladivostok và phụ cận với mục đích là tách khỏi Cộng hòa Viễn Đông, sống sót sau một cordon sanitaire của quân Nhật Bản tham gia vào can thiệp Siberia. Cuộc đảo chính được bắt đầu vào ngày 23 tháng 5 bởi Kappelevtsy, tàn dư của Vladimir Kappel quân đội.
Chính phủ được lãnh đạo bởi anh em Merkulov: Spiridon Dionisovich Merkulov, cựu chức năng của Bộ Nông nghiệp và người đứng đầu chính phủ Priamurye; và Nikolai Merkulov, một thương gia. Cả hai đều là đại biểu của Chính phủ lâm thời Nga. Một ngày sau đó, ataman Cossack Grigory Semyonov đã cố gắng giành lấy quyền lực, nhưng, cuối cùng anh ta đã rút lui. Kappelevtsy và Semyonovtsy là đối thủ của nhau.